# La Barraca de Aguas Vivas
La Barraca de Aguas Vivas es una entidad de ámbito territorial inferior al municipio de España (lo que confiere un estatus jurídico superior y diferente que a una Pedanía), situado en el término municipal de Alcira, en la provincia de Valencia, perteneciente al municipio de Alcira en la provincia de Valencia,  Comunidad Valenciana, aunque una pequeña parte del valle y dos calles del casco urbano pertenecen al municipio de Carcagente. Se encuentra situada en la comarca valenciana de la Ribera Alta, en el Valle de Aguas Vivas, al pie de la sierra de las Agujas. Fue declarada entidad local menor el 25 de enero de 2000, cuenta con 899 habitantes (2024).

## Símbolos
El escudo heráldico que representa al municipio fue aprobado oficialmente el 30 de enero de 2007 y se blasona de la siguiente manera:

«Escudo cuadrilongo de punta redonda. Partido. En el primer cuartel, de gules, una barraca de plata. En el segundo cuartel, en campo de azur, una fuente hexagonal claustral de plata, de la que mana agua y sobre ella una estrella de ocho puntas del mismo metal. En jefe, encajado de tres puntas de plata.»
Diario Oficial de la Comunidad Valenciana nº 5459 de 27 de febrero de 2007

La bandera municipal fue aprobada el 5 de diciembre de 2012 con la siguiente descripción textual:

«Bandera de proporciones 2:3. Partida por mitad vertical, al asta de azul y a la punta de rojo, el escudo al centro.»
Diario Oficial de la Comunidad Valenciana nº 6921 de 12 de diciembre de 2012

## Historia
Diferentes autores (Fogues, Soler y Estruch, Enciclopedia Valenciana...) coinciden que no hay bastante documentación que pueda probar la identificación del monasterio Servita con el monasterio Agustino del Valle de Aguas Vivas. Tan solo el Padre Agustí, Fray Agustín Bella, en el siglo XVIII, transcribe literalmente de FOGUES, que: “El año 826, profanaron y desolaron los moros el convento Servitano de la orden de Santo Agustín, los religiosos… del cual se refugiaron en la isla de Formentera, excepto algunos que se quedaron escondidos en las montañas y desiertas de Aguas de Busot Vives… hasta que en 1239, que el invicto Rey D. Jaime I, conquistando el reino y noticios de aquellos ejemplares ermitaños fundó el convento con el título de Monasterio de Agua Viva. ”
Y que pensar del topónimo de “Rincón de matamoros" que tiene una partida del Valle, relativa a una batalla en qué murieron gran cantidad de soldados de las filas musulmanas? Y por qué se soterra la imagen de la Virgen María de Aguas Vivas por los habitantes del Valle en un oliveral?
A todas estas cuestiones investigadas, por el insigne Licenciado, e hijo ilustre del Valle de Aguas Vivas, D. Eugenio García de Almiñana en su tesis presentada en la Universidad de Valencia de la Facultad de Filosofía y Letras con el título “ Aspectos Geográficos e Históricos del Valle de Aguas Vivas (base para un estudio etnológico) ”, opina que a falta de un estudio geológico en la zona y otras pruebas documentales no podemos reconstruir ni afirmar tales hechos.
De una forma u otra el primer documento fidedigno del que se tiene constancia, como en la mayor parte del Reino de Valencia, es del “Libre del Repartiment”, y en el cual Jaime I otorga a García de Massa la alquería de “AquaViva” que se levantaba en el mismo punto donde está ahora el casco urbano de La Barraca. En consecuencia no es aventurado suponer que dicha alquería fuera un arrabal moro para estar enclavado en la parte del valle donde la vegetación es más exuberante y dónde confluyen una gran cantidad de fuentes.
Para el servicio de la alquería había un cura con su correspondiente Iglesia, lo cual nos da a entender que dicho caserío tenía que estar habitado por un grupo o colectivo de personas.
El territorio de “Aquaviva” que se extendía del Cantal Gordo, junto con las casas y la capellanía, por disposición de su propietario, Gonçal García de Mazas, pasó en el año 1329 a ser propiedad del convento próximo de los Agustinos. Con esta anexión la alquería dejó de tener personalidad propia, incluido los vestigios de su propia existencia.
El 12 de febrero de 1450 el rey Alfonso el Magnánimo, desde Nápoles concede un privilegio al convento creando “Dehesa” desde el Cantal Gordo hasta el actual Portichol, regulando el derecho de pasto y la facultad de nombrar guardas. En el año 1595 Felipe II concede un privilegio real que ratifica aquello que se ha concedido por Alfonso V.
A principios del siglo XVII la posesión de Aquaviva fue arrendada a los Agustinos de Valencia, pero como el año 1614 quisieron subarrendarla, los frailes que vivían en el Valle se negaron porque la donación de Gonzalo García de Mazas lo prohibía.
La alquería origen de la población fue gradualmente deteriorándose con el tiempo. En su lugar se levantó más tarde una barraca para guardar los aperos de trabajo y protegerse del mal tiempo.
Esta situación no duró mucho porque los Agustinos de Valencia levantaron en su lugar una casa de nueva planta que continuó denominándose La Barraca. Tal como puede observarse el topónimo proviene del albergue, aunque en realidad tendría que ser el de “Aquaviva”, para ser el que tenía la alquería originaria, de la actual Barraca.
La gran extensión del valle unido a la escasez de mano de obra, impedía que se pudiera trabajar, por lo cual se pensó colonizar el territorio hacia el año 1701. Con el acuerdo previo de los religiosos y las familias que se establecieron se redactó una concordia subscrita por las dos partes. A cada uno de los nuevos pobladores se le ofreció un patio para edificar la casa y un poco de tierra. 
La Barraca volvió a tener vida propia, puesto que se forzó su desaparición por la donación de García de Mazas. Pero los excesos de la Guerra de Sucesión Española arrasaron con todo el valle.

## Monumentos
- Ruta de los Monasterios de Valencia. La Barraca de Aiguas Vivas se encuentra enclavada dentro del itinerario de esta ruta monumental inaugurada en 2008, que discurre por la localidad, visita ineludible de la cual, es su histórico Convento de Aguas Vivas.

- Convento de Aguas Vivas. El monasterio de Aguas Vivas, construido entre los siglos XVI y XVII con estilos gótico valenciano y barroco, fue propiedad de los agustinos y albergaba la imagen de la Virgen de Aguas Vivas, patrona de Carcagente. Tras la desamortización de Mendizábal en el siglo XIX, el monasterio pasó a manos de los barones de Casanova y luego fue reformado como hotel residencia en 1977. Hoy en día pertenece a un empresario hostelero gandiense.

- L'Olivereta. O también conocido como Olivera de la Mare de Déu, es un lugar de "centro espiritual" interés histórico, allí se encontró a la Mare de Déu d'Aigües Vives. Se sitúa aproximadamente en Plaça Poligono 22, 241, 46792 Valencia.

## Vías de acceso
Actualmente, la única vía de acceso a la Barraca es la carretera CV-50 que une la N-332 (Tabernes de Valldigna) con los grandes núcleos de la Ribera Alta del Júcar: Alcira y Carcagente.
Una línea férrea inaugurada en 1862, unía Gandía y Denia con Carcagente, pasando por el Valle de Aguas Vivas, pero fue clausurada por el gobierno español en 1969.